# Georges Passerieu
Pour les articles homonymes, voir Passerieu.
Georges Passerieu, né le 11 octobre 1885 à Londres, Royaume-Uni et mort le 5 mai 1928 à Épinay-sur-Orge, France, est un coureur cycliste français.

## Biographie
George Leon Passerieu, selon l’enregistrement dans les actes d’état civil britannique, est né à Londres dans le quartier d’Islington d’un père français et d’une mère anglaise. Il est surnommé « l’Anglais de Paris ». Son petit frère François a également été coureur cycliste chez les amateurs.
Son matricule militaire mentionne qu'il était domicilié à Ville-d'Avray et qu'il mesurait 1,66 m.

## Palmarès
- 1904
  - 2e de Paris-Montereau
  - 2e de Paris-Neufchâtel
  - 2e de Paris-Provins-Paris
  - 3e de Paris-Louviers
- 1905
  -  Champion de France de demi-fond amateurs
  - Championnat de la Seine sur route
  - Paris-Reims
  - 2e de Paris-Dieppe
  - 2e de Bruxelles-Roubaix
- 1906
  - Paris-Rouen
  - 6e et 12e étapes du Tour de France
  - 2e du Tour de France
  - 2e de Paris-Tourcoing
  - 7e de Paris-Roubaix
- 1907
  - Paris-Roubaix
  - 6e et 14e étapes du Tour de France
  - Paris-Tours
  - 4e du Tour de France
- 1908
  - Paris-Douai
  - 1re, 5e et 13e étapes du Tour de France
  - 3e du Tour de France
  - 4e de Bordeaux-Paris
  - 6e du Paris-Roubaix
- 1909
  - Paris-Dijon
- 1911
  - 2e de Paris-Le Mans
  - 2e du Circuit de Touraine
  - 6e de Paris-Roubaix
- 1912
  - Paris-Rouen
- 1913
  - 2e de Paris-Tours
  - 4e de Bordeaux-Paris
  - 8e de Paris-Roubaix

## Résultats sur le Tour de France
- 1906 : 2e du classement général, vainqueur des 6e et 12e étapes
- 1907 : 4e du classement général, vainqueur des 6e et 14e étapes
- 1908 : 3e du classement général, vainqueur des 1re, 5e et 13e étapes, leader pendant 2 jours
- 1911 : abandon (2e étape)
- 1913 : abandon (2e étape)
- 1914 : abandon (3e étape)